# Маркіз Деррі

Герб маркізів Деррі.

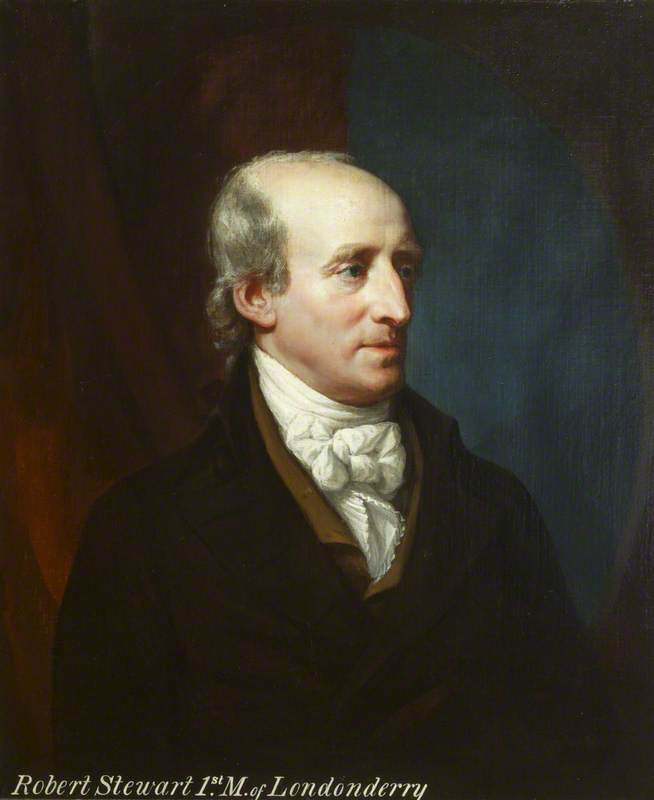
Роберт Стюарт – І маркіз Деррі.

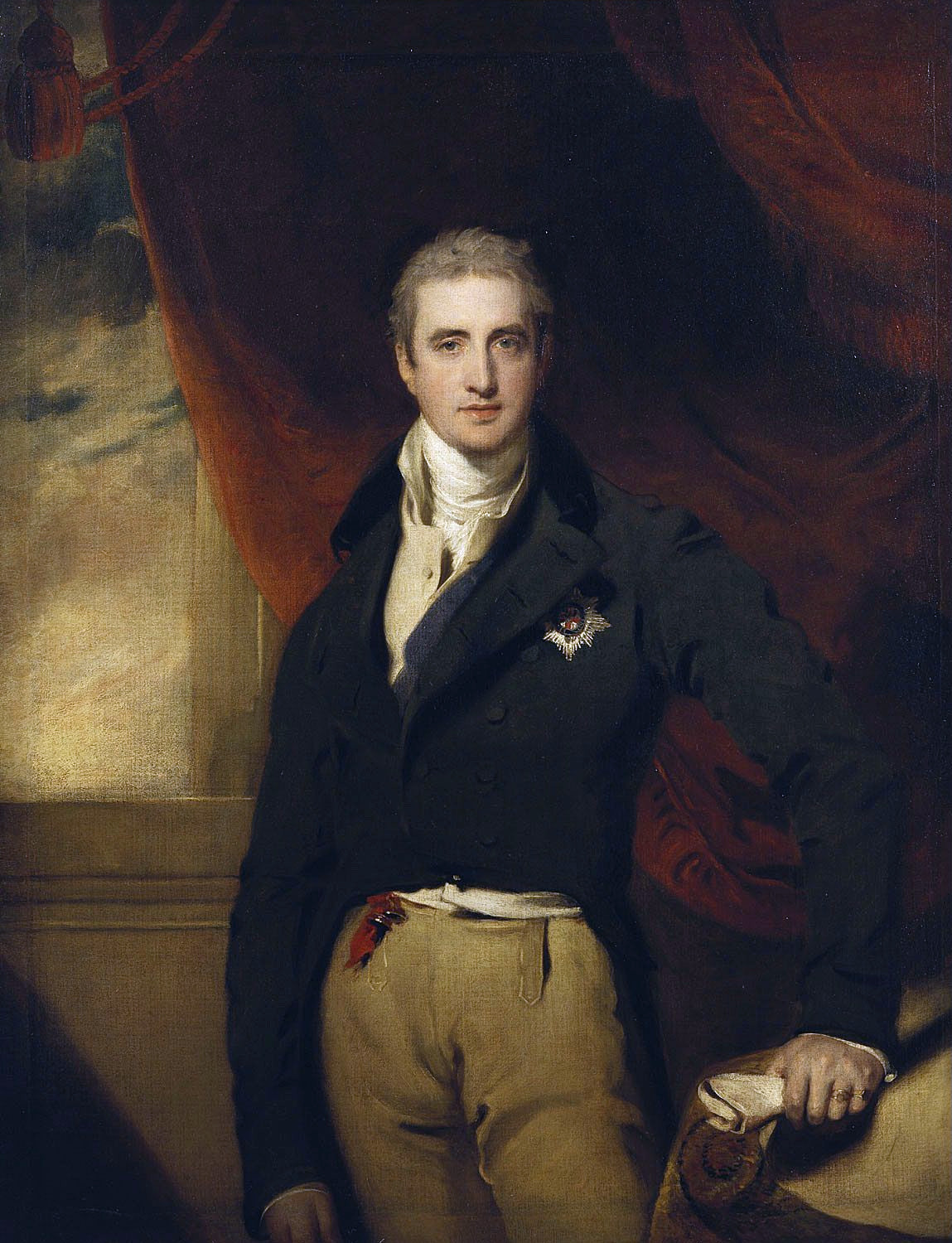
Роберт Стюарт – II маркіз Деррі.

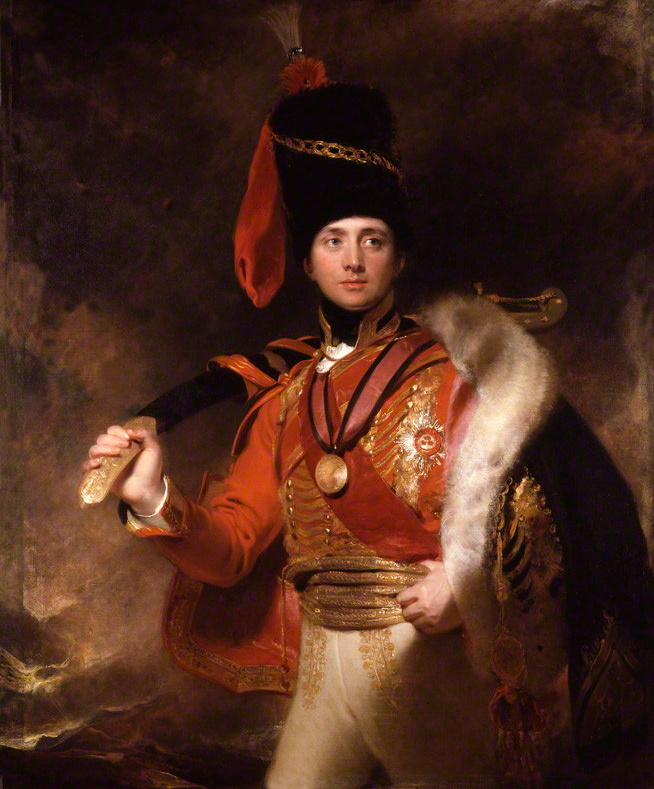
Чарльз Вільям Стюарт (1778 – 1854) – III маркіз Деррі.

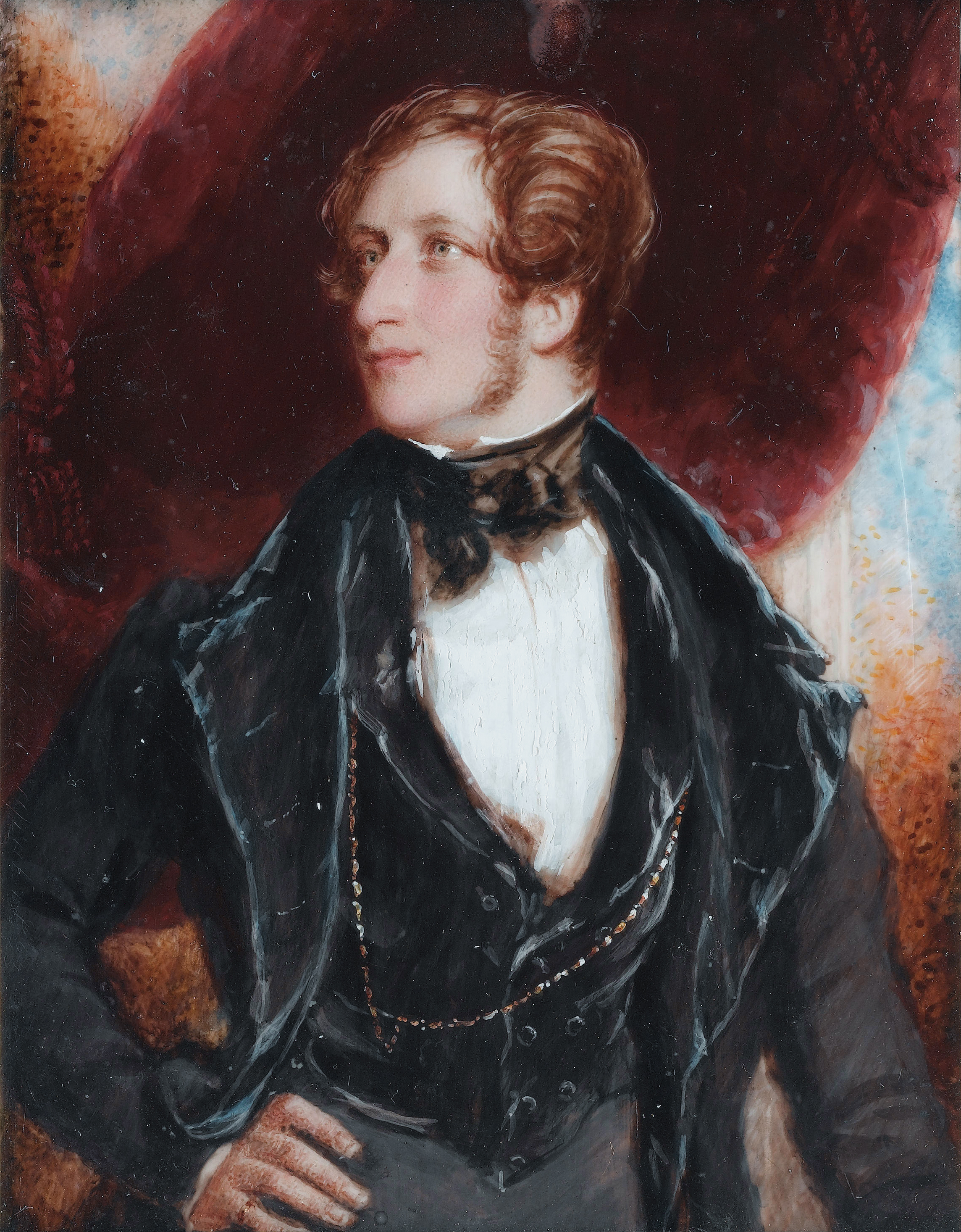
Фредерік Вільям Роберт Стюарт (1805 – 1872) – IV маркіз Деррі.

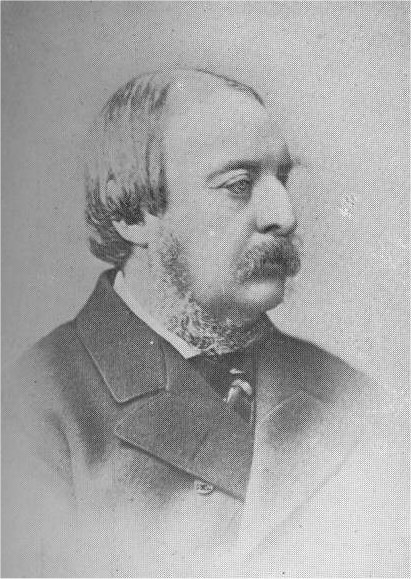
Джордж Генрі Роберт Чарльз Вільям Вейн-Темпест (1821 – 1884) – V маркіз Деррі.

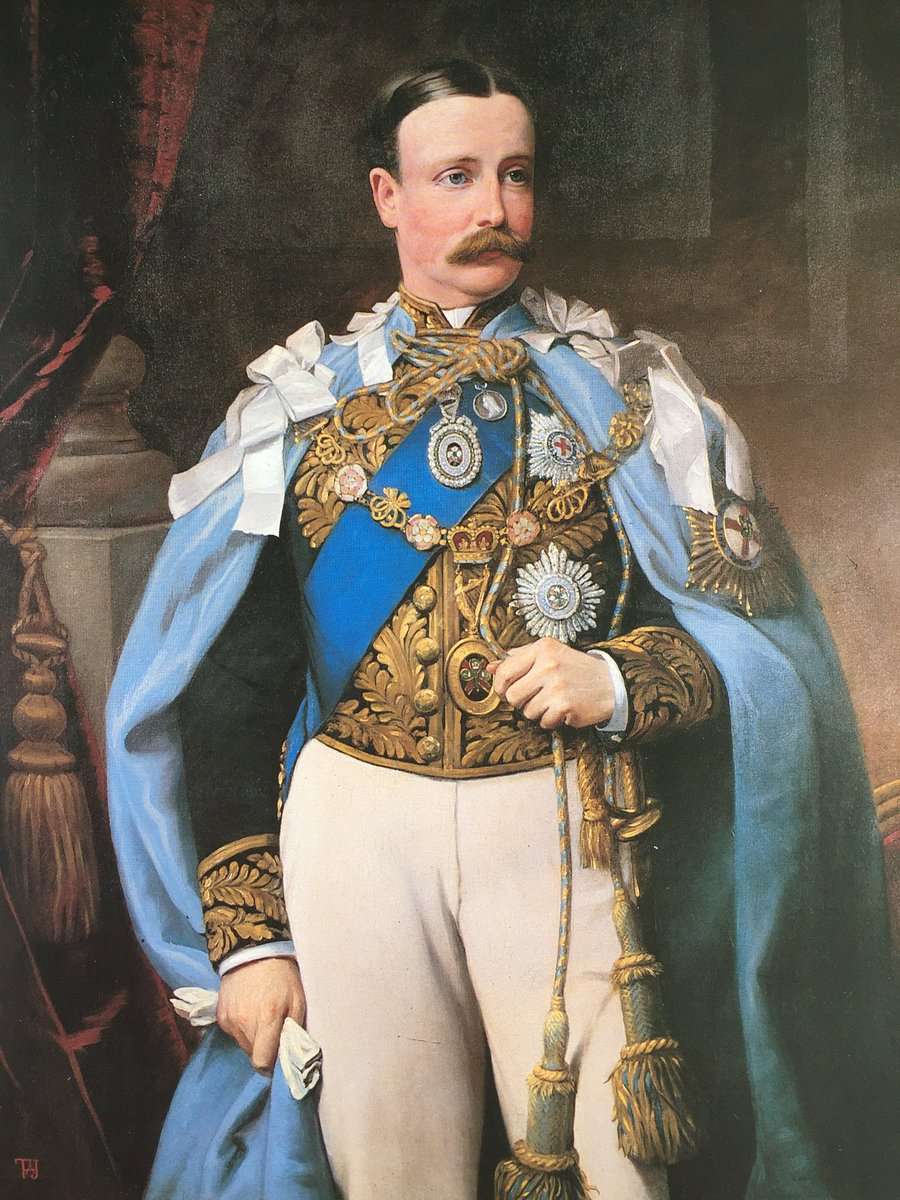
Чарльз Стюарт Вейн-Темпест-Стюарт (1852 – 1915) – VI маркіз Деррі.

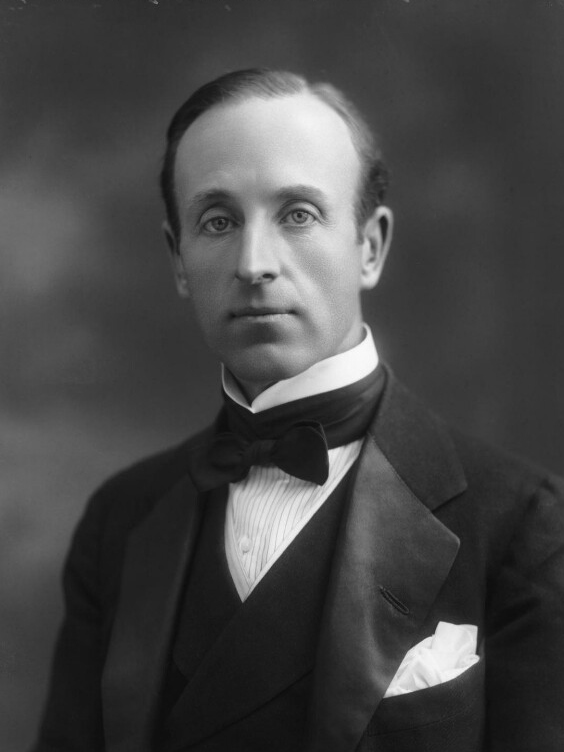
Чарльз Стюарт Генрі Вейн-Темпест-Стюарт (1878 – 1949) – VII маркіз Деррі.

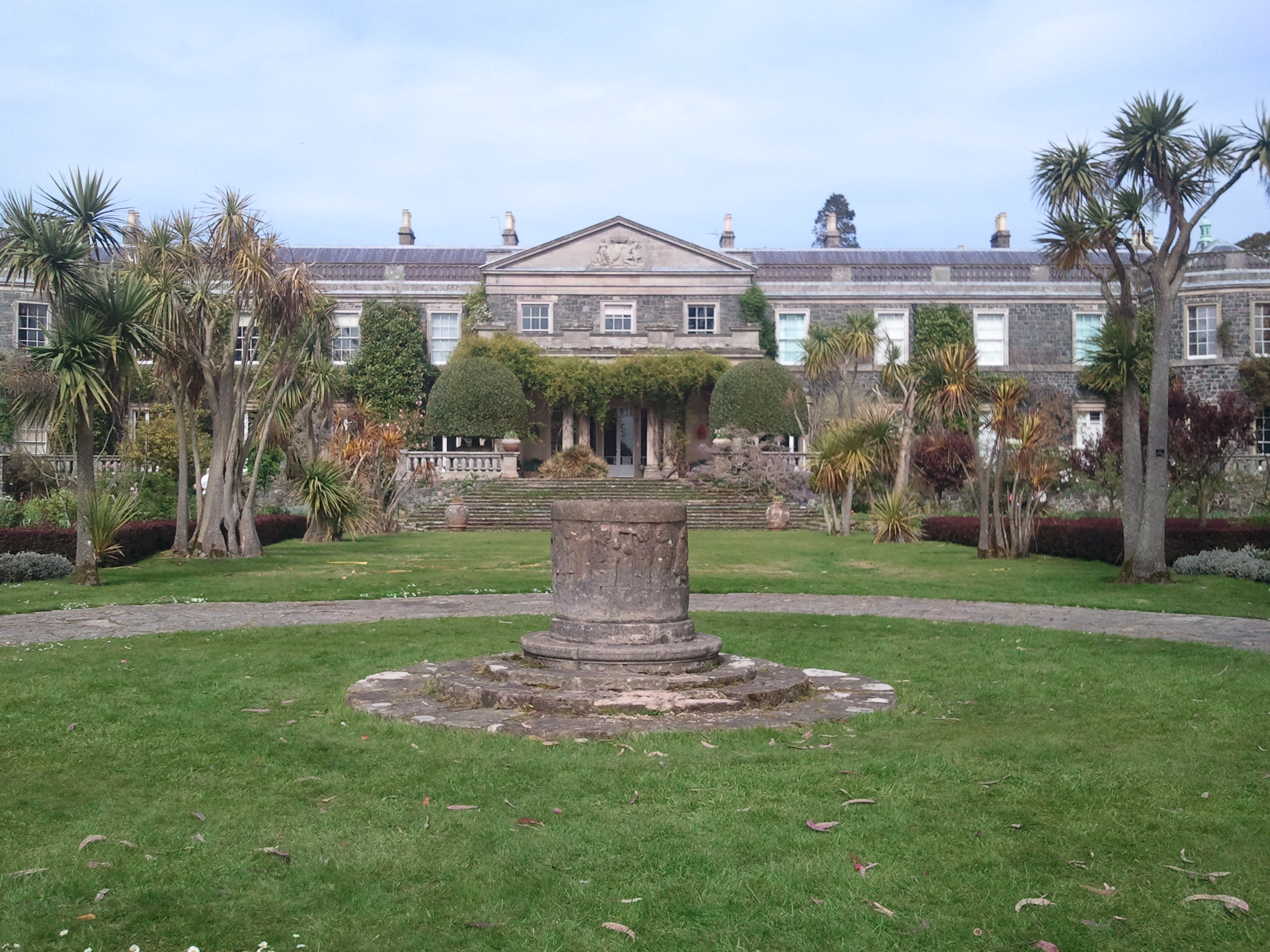
Маєток Маун-Стюарт.

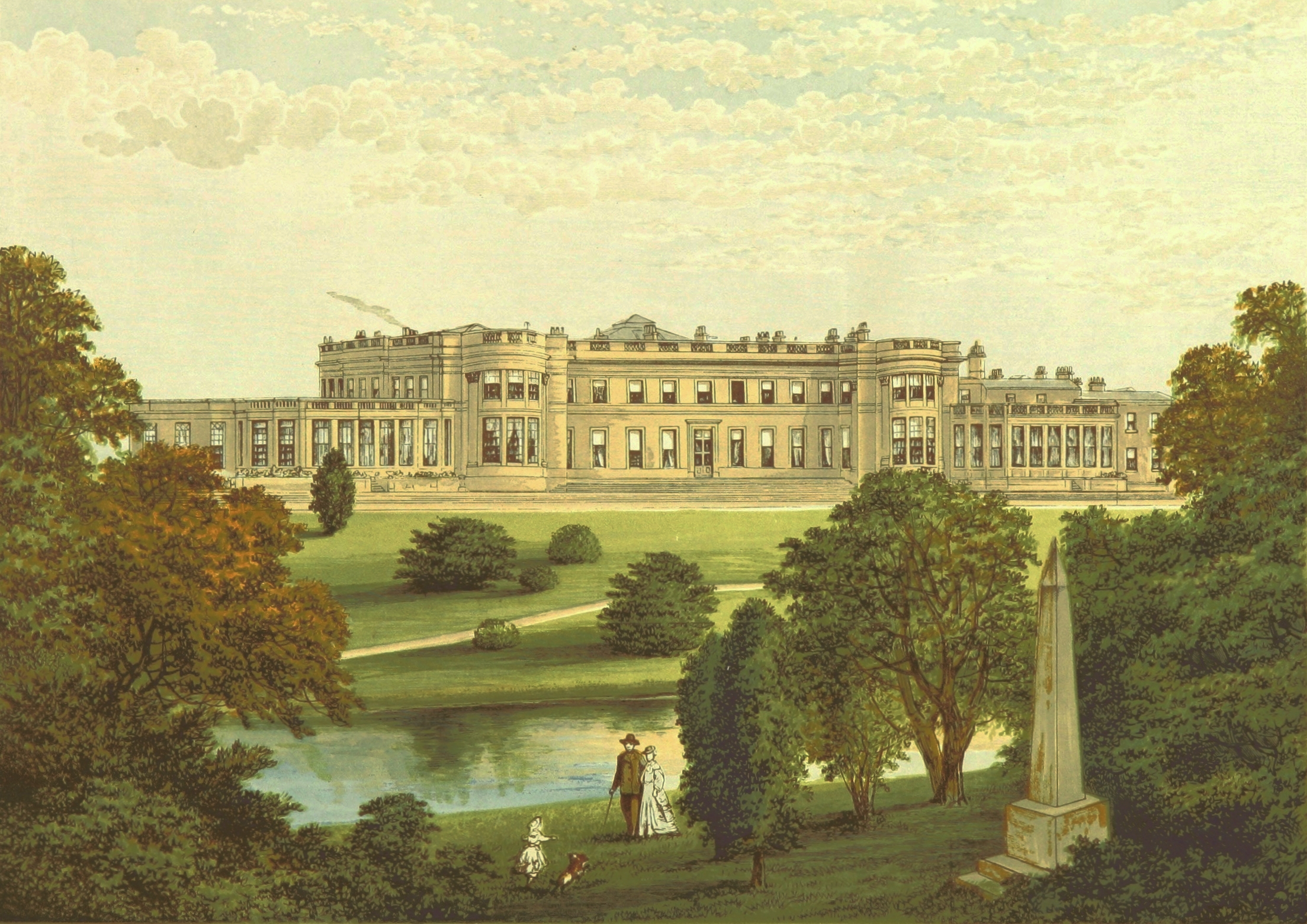
Маєток Він’ярд-Парк.

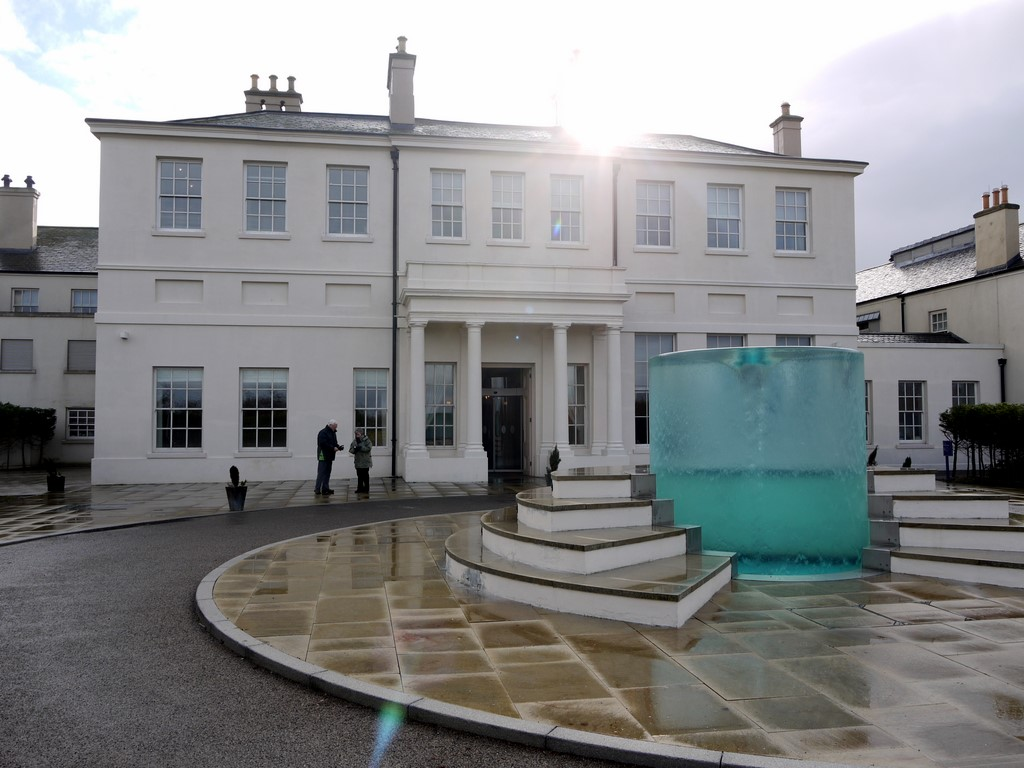
Сегам-Холл.

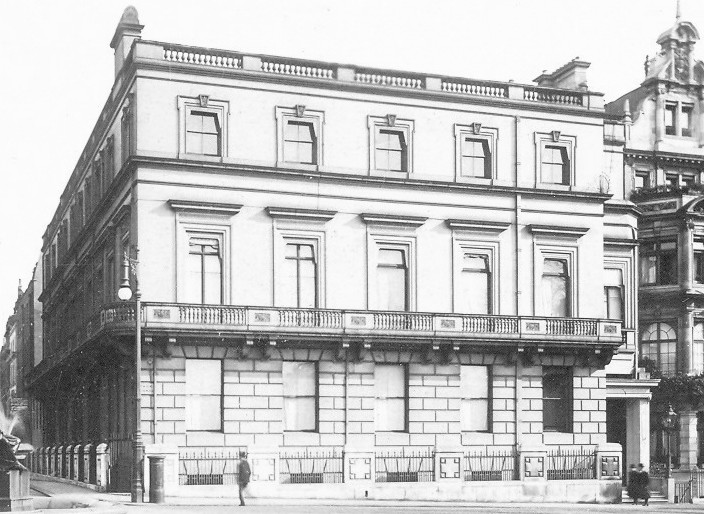
Деррі-Хаус.

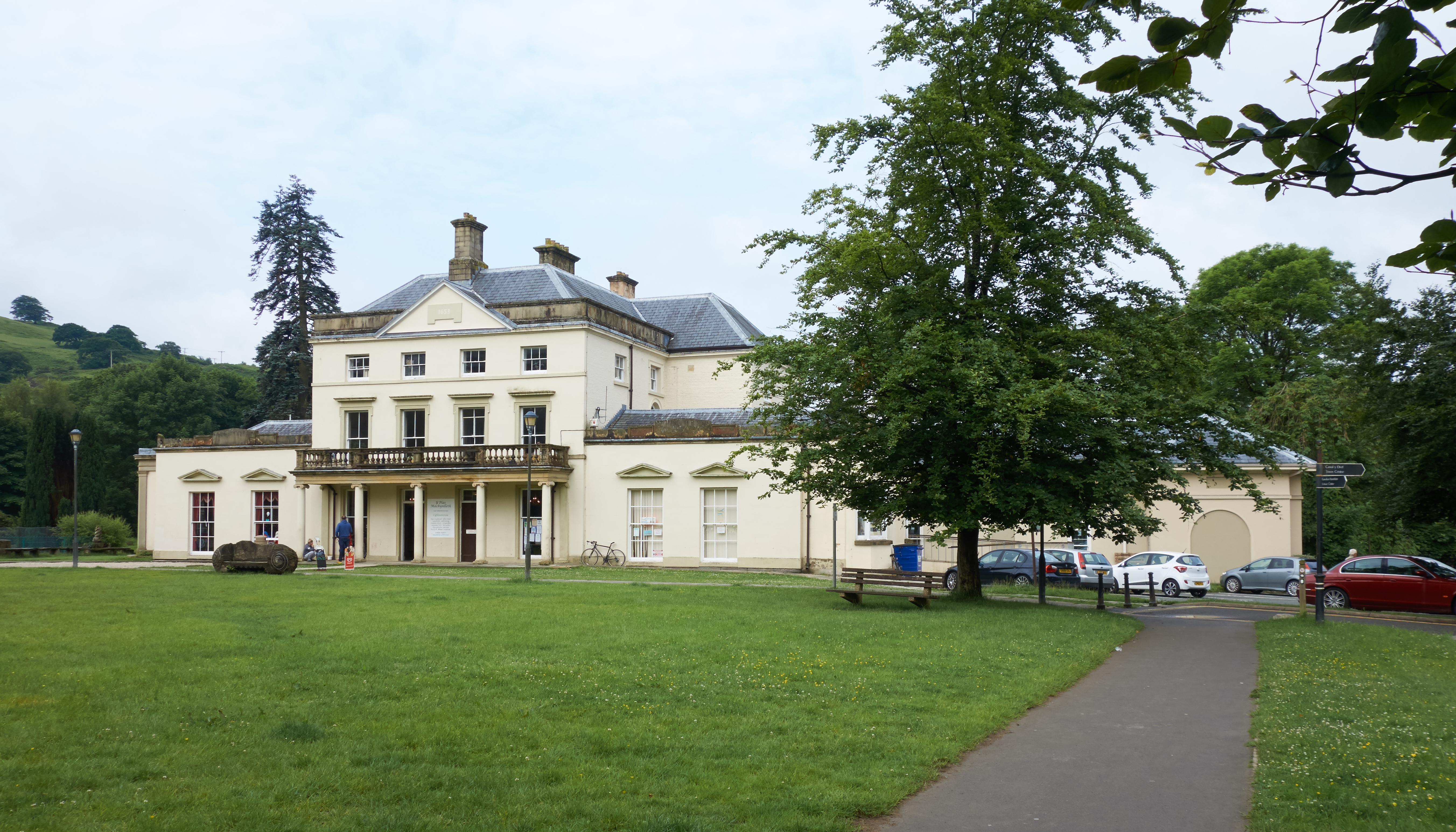
Плас-Мечінлет.

Маркіз Деррі (англ. - Marquess of Londonderry) – аристократичний титул у перстві Ірландії. 

## Гасло маркізів Деррі
Metuda corolla draconis – «Бійтесь корони дракона» (лат.)

## Історія маркізів Деррі
Титул віконт Деррі був створений в перстві Ірландії в 1816 року для Роберта Стюарта – І графа Деррі. До цього він був депутатом Палати громад парламенту Ірландії і представляв графство Даун. Роберт Стюарт в 1789 році отримав титул барона Деррі. У 1795 році він був нагороджений титулом віконт Каслрі з графства Даун. У 1796 році він отримав титул графа Деррі. Всі ці титули були створені в перстві Ірландії. 
Роберт Стюарт був сином Олександра Стюарта та його дружини Мері Ковен – сестри та спадкоємиці Роберта Ковена, що дуже розбагатів на посаді губернатора Бомбею в 1729 – 1737 роках. Олександр Стюарт народився в Баллілауні – містечку на південному заході півострова Інішовен, що на північ від графства Донегол в Ольстері – північній частині Ірландії. Велика частина родинного багатства Стюартів базувалась на маєтках, які родина отримала через цей шлюб.  
Роберт Стюарт – І маркіз Деррі був одним із небагатьох людей, які отримали титул маркіза, не успадкувавши жодного титулу до їх створення. Він був депутатом Палати лордів парламенту Об’єднаного Королівства Великої Британії та Ірландії як один із 28 перів представників Ірландії у 1800 – 1821 роках. Він був відомим політиком, ірландським добровольцем. Його запаморочлива кар’єра була рідкісною для людини шотландського походження та пресвітеріанина. Його успіхи були обумовлені вдалими шлюбами – його та його предків. У 1798 році він отримав сумну і ганебну славу через відмову заступитися за Джеймса Портера – свого місцевого пресвітеріанського священика, якого стратили за межами володіння Стюартів як «бунтівника». Роберт Стюарт був вихований кальвіністом, батько відправив його під опіку наставника до Женевського університету, де він вивчав літературу. Потім він «спокусився Оксфордом і подібними академічними фортецями Англіканської Церкви», до яких, будучи сином поміщика, він, природно, міг вступити. Після повернення з континенту він залицявся до леді Сари Френсіс Сеймур-Конвей (племінниця якої Мері Мур вийшла заміж за брата Роберта Олександра в 1791 році). Батько леді Сари Френсіс Сеймур-Конвей, Френсіс Сеймур-Конвей, І маркіз Гертфорд, володів багатою власністю в околицях Лісберна і в 1765 році був призначений лордом-лейтенантом Ірландії. Вінчання відбулося в Королівській каплиці Дублінського замку, і лорд Гертфорд поселив нову пару в місті. У Роберта і Сари було двоє синів: 
- Олександр-Франциск, який помер протягом першого року життя
- Роберт (1769–1822), пізніше відомий як «Каслрі», відомий державний діяч.

Леді Сара померла під час пологів у 1770 році. Через рік після смерті дружини Роберт Стюарт був обраний депутатом Палати громад парламенту Ірландії від графства Даун, заповнивши вакансію, яка утворилася після підвищення Бернарда Ворда до Палати лордів як барона Бенгора. Його обрання забезпечили «незалежні» або «окружні» інтереси, підтримані місцевими вігами та дисидентами (пресвітеріанська більшість серед надзвичайно великої кількості вільних виборців округу), на відміну від «офіційного» або «суду» графа Гіллсборо, лорд-лейтенанта округу та найбільшого власника. Цей політичний тріумф над інтересами панівної родини, яка досі володіла мандатами депутатів Палати громад Ірландії, стала прелюдією тривалого періоду суперництва і ворожнечі. Початковий успіх Роберта Стюарта був значною мірою зумовлений народною симпатією до Джона Вілкса, а також зростанням настроїв на користь конституційної та парламентської реформ, які знайшли вираження в русі волонтерів («ірландських добровольців»). Він виявився послідовним антагоністом адміністрації, незмінно голосуючи та іноді виступаючи від імені опозиції в палаті. Його рання політична поведінка здобула схвалення виборців. Обід, на якому вони пригощали в Белфасті, був відзначений тостами, «ліберальними як за якістю, так і за кількістю», у тому числі «Пам’яті Джона Гемпдена» (який очолював парламентську опозицію Карлу I) і «Всім тим, хто волів би померти у чоботях, ніж жити в дерев’яних черевиках». Роберт Стюарт одружився вдруге 7 червня 1775 року з Френсіс Пратт – донькою політика-віга Чарльза Пратта, І графа Камдена. Від другого шлюбу мав ще 11 дітей: 
- Чарльз Вільям Стюарт (1778 – 1854) – III маркіз Деррі
- Френсіс Енн Стюарт (1777 – 1810) – вийшла заміж за лорда Чарльза Фіцроя
- Єлизавета Мері Стюарт (1779 – 1798)
- Керолайн Стюарт (1781 – 1860) – вийшла заміж за полковника Томаса Вуда
- Олександр Джон Стюарт (1783 – 1800)
- Джорджіана Стюарт (1785 – 1804) – вийшла заміж за політика Джорджа Каннінга, І барона Гарва, племінника армійського генерала та політика Брента Спенсера
- Селіна Сара Джуліана Стюарт (1786 – 1871)
- Девід Гуарді Кер – депутат парламенту від Даунпатрік.
- Матильда Шарлотта (1787 – 1842) – вийшла заміж за Едварда Майкла Ворда, старшого сина Роберта Ворда з Бангора
- Емілі Джейн Стюарт (1789 – 1865) – вийшла заміж спочатку за Джона Джеймса, сина сера Волтера Джеймса Джеймса, І баронета, а потім за Генрі Гардінга, І віконта Гардінга.
- Томас Генрі Стюарт (1790 – 1810)
- Октавія (1792 – 1819) – вийшла заміж за Едварда Лоу, І графа Елленборо.

Між 1775 і 1783 роками Роберт Стюарт жив у Бангорі зі своєю дружиною, а його батько жив у маєтку Маунт-Стюарт. У 1776 році в Ірландії відбулися загальні вибори. Роберт Стюарт знову балотувався в парламент Ірландії від графства Дауна і був переобраний. Він засідав до розпуску цього парламенту 25 липня 1783 року. Стюарт брав участь в русі Ірландських добровольців, самоозброєних загонах самооборони, нібито сформованому для підтримки порядку та захисту Ірландії, поки Корона та її війська були зайняті війною в США. Після рейду американського капера Джона Пола Джонса на Белфаст-Лох у квітні 1778 року Стюарт організував у Ньютаунардсі волонтерську роту зі 115 чоловік, які виступали як військові, але потім як і інші ірландські добровольці почали патріотичні дебати. Олександр Стюарт помер 2 квітня 1781 року і Роберт Стюарт як спадкоємець переїхав до родинного маєтку Маунт-Стюарт, що поблизу міста Ньютаунардс (де в маєтку він завершив будівництво Храму Вітрів). 17 вересня 1782 року він склав присягу Таємній Раді Ірландії. Того ж місяця, що й полковника Стюарта, його обрали президентом другого Ольстерського (переважно пресвітеріанського) з’їзду волонтерів у Данганноні. Передбачаючи «великий національний з’їзд», скликаний у Дубліні в листопаді, він, зокрема, не зміг розширити фронт проти панівної влади. Резолюції на підтримку виборчого права католикам були відхилені. На загальних виборах у жовтні Стюарт знову балотувався від графства Даун, але його опоненти перемогли: одне місце зайняв Артур Хілл - син графа Дауншир, інше місце – син лорда Бангор Едвард Ворд. Стюарт безуспішно оскаржував результати виборів до Палати громад, заявивши про порушення. На Дублінській конвенції Стюарт був призначений головою комітету «для отримання та перетравлення планів реформ». Але тактика конвенту не мала успіху, як у 1781 році, коли великі лави добровольців допомогли забезпечити законодавчу незалежність Ірландії. Переварений законопроєкт, представлений Генрі Флудом, який скасував би «гнилі» виборчі округи (якими володіли його суперники) і поширив право голосу на ширший клас протестантських вільних власників, був відхилений. Прийнявши поразку в Америці, Британія знову могла залишити війська для Ірландії, і ні парламент, ні Дублінський замок знову не змогли нічого цьому протидіяти. Стюарт приєднався до свого друга, президента конвенту, графа Шарлемонт, закликаючи волонтерів мирних способів боротьби. 
Під час повстання за незалежність Ірландії та проголошення незалежної республіки 10 – 13 червня 1798 року об’єднані ірландські повстанці ненадовго зайняли маєток Маунт-Стюарт. У серпні дружина місцевого пресвітеріанського священика Джеймса Портера з’явилася в будинку зі своїми сімома дітьми, де вони приголомшили леді Стюарт молоду сестру, яка тоді вмирала від туберкульозу, з благанням врятувати їм життя. Пізніше один із дітей розповідав, що коли лорд побачив, що його дружина пише листа до генерала Наджента, він наполягав, щоб вона додала постскриптум: «Я не дозволяю мені втручатися у справу містера Портера. Тому я не можу й навіть промити, не я надсилаю листа. Це все лише для заспокоєння тривоги», тобто щоб заспокоїти збентежену місіс Портер, якій лорд з посмішкою, що викликала у неї «великий жах», передав листа. Лорд сам був присутнім на суді, який прийняв сумнівні свідчення про присутність священика серед повстанців і мав побачити виконання вироку. Портера повісили на очах у людей у власному будинку зборів у Грейаббі. Пресвітеріанський священик преподобний Генрі Монтгомері з Кіллеад, графство Антрім, пізніше опише обставини страти Портера як «надзвичайно жорстокі як по відношенню до нього самого, так і до його сім’ї, що було абсолютно непотрібною для будь-якої мети публічного прикладу». Лорд Стюарт був задоволений тим, що іншим повстанцям замість страти чи ув’язнення дозволили вигнання. Девід Бейлі Ворден, що командував повстанцями на півночі графства Даун,  преподобний Томас Ледлі Бірч, що очолив повстанців після битви під Сентфілдом, Вільям Сінклер, що був у повстанському Комітеті громадської безпеки, усім було дозволено піти у вигнання до Сполучених Штатів Америки. Священик Портер не брав участь у повстанні, єдиним його «злочином» вважали популярну сатиру «Біллі Блафф», у якій володар маєтку Маунт-Стюарт чітко впізнається як тиран «лорд Маунтмамбл». Портер знав, що статика «Біллі Блафф» не залишиться безкарною і писав: «Мені загрожує повішення або в’язницю, можливо, і те, і інше». Можливо також, що лорд Стюарт вважав, що Портер, який був близьким його родини, був джерелом норовливих і потенційно компромісних політичних симпатій його дружини. Ходять чутки, що леді Френсіс продовжувала приватно поширювати газету Портера «Північна зірка», а в листуванні з Джейн Грег (відомою як «голова Об’єднаних ірландських жіночих товариств» у Белфасті) наважилася на ідентифікує себе як «республіканську графиню». Місцева традиція свідчить, що місіс Портер затримала карету його світлості в марній надії попросити про допомогу, але лорд Стюарт наказав кучеру «їхати далі». Вирок, однак, було пом’якшено скасуванням наказу про четвертування. 
Незважаючи на політичні розбіжності зі своїми орендарями, лорд Стюарт справді мав репутацію порівняно щедрого власника. Він і його батько рідко виселяли орендарів, за винятком тих випадків, коли вони мали прострочення платежів понад п’ять років, і вони дотримувалися ольстерського звичаю права орендаря. Вони опікувались місцевим містом Ньютаунардс, збираючи підписку на католицьку початкову школу як жест екуменічної доброї волі та будуючи ринковий будинок із яскравою годинниковою вежею (будівля, яку займали шотландські добровольці, була атакована повстанцями під командуванням Вордена у 1798). Під час нестачі продовольства в 1800 і 1801 роках лорд Стюарт за власний рахунок купував і відправляв провізію в постраждалі райони. Лорд Роберт Стюарт помер 6 квітня 1821 року в маєтку Маунт-Стюарт, графство Даун, і був похований у монастирі Ньютаунард, де вже був похований його батько.
Титул успадкував його син від першого шлюбу з леді Сарою Сеймур – теж Роберт Стюарт, що став II маркізом Деррі. Він був більше відомий як лорд Каслрі, а в 1796 – 1821 роках він володів титулом віконт Каслрі. Він був відомим державним діячем і дипломатам. Він найбільше запам’ятався сучасникам на посаді міністра закордонних справ Об’єднаного Королівства Великої Британії та Ірландії в 1812 – 1822 роках. Він відіграв важливу роль у Віденському конгресі в 1814 – 1815 роках. Роберт Стюарт покінчив життя самогубством у 1822 році, через рік як він успадкував титул маркіза Деррі від свого батька. Він не був депутатом Палати лордів і це дозволило йому продовжувати бути депутатом Палати громад парламенту.
Титул успадкував його зведений брат Чарльз Вільям Стюарт, що став III маркізом Деррі. Він був єдиним від другого шлюбу Роберта Стюарта – І маркіза Деррі з леді Френсіс Пратт – дочкою Чарльза Пратта, І графа Камдем. Чарльз Вільям Стюарт був генералом британської армії і, як і його зведений брат, видатним політиком та дипломатом. Він служив заступником держсекретаря питань війни та колоній в 1807 – 1809 роках, воював у наполеонівських війнах, був послом в Австрії в 1814 – 1823 роках. У 1814 році він отримав титул барона Стюарта з Стюарт-Корту та Баллілоуна, що в графстві Донегол у перстві Великої Британії. У 1819 році він одружився з Френсіс Енн Вейн-Темпест (померла в 1865 році) – дочкою та спадкоємицею сера Генрі Вейн-Темпеста – II баронета Вейн-Темпест. Це був його другий шлюб, внаслідок цього шлюбу родина Стюарт отримала величезні і багаті маєтки в графстві Дарем. Після одруження він прийняв додаткове прізвище Вейн. У 1823 році він отримав титули віконт Сихем з Сизема, що в графстві Дарем та граф Вейн з правом успадкування титулів нащадкам чоловічої статі. Обидва титули в перстві Великої Британії.      
Титул маркіза Деррі успадкував його син від першого шлюбу Фредерік Вільям Роберт Стюарт, що став IV маркізом Деррі. 
Він помер бездітним в 1872 році і титули успадкував його зведений брат Джордж Генрі Роберт Чарльз Вільям Вейн-Темпест, що став V маркізом Деррі. Він вже успадкував від свого батька титул II графа Вейн у 1854 році. Він був депутатом Палати громад парламенту Великої Британії, представляв Північний Дарем, служив лорд-лейтенантом графства Дарем. У 1851 році за дозволом корони він взяв додаткове прізвище Темпест. 
Після його смерті титули успадкував його старший син Чарльз Стюарт Вейн-Темпест-Стюарт, що став VI маркізом Деррі. Він був відомим політиком, належав до партії консерваторів, обіймав посади в адміністраціях лорда Солсбері та Артура Бальфура, володів посадами лорд-лейтенанта Ірландії, генерального пошмейстера, президента ради освіти, таємного лорда печатки. У 1885 році він взяв за дозволом корони додаткове прізвище Стюарт. 
Титули успадкував його син Чарльз Стюарт Генрі Вейн-Темпест-Стюарт, що став VII маркізом Деррі. Він був відомим політиком, належав до партії консерваторів. Найбільш відомим сучасникам він був як державний сектерар у справах авіації в 1831 – 1835 роках. Потім він став відомим завдяки своїм неофіційним контактам урядом фашистської Німеччини. Він здійснив кілька візитів до Німеччини в 1936 – 1938 роках, зустрічався з Адольфом Гітлером. Його дружина Едіт Вейн-Темпест-Стюарт була впливовою леді, була у близькій дружбі з Рамсі МакДональд. 
Титули успадкував його син Едвард Чарльз Стюарт Робін Вейн-Темпест-Стюарт, що став VIII маркізом Деррі. Він був депутатом парламенту і представляв графство Даун у Палаті громад у 1931 – 1945 роках. 
Родинним резиденціями маркізів Деррі були: маєток Маунт-Стюарт, що біля Ньютаунардс, графство Даун, маєток Він’ярд-Парк, що в графстві Дарем, Сегам-Холл в графстві Дарем, Деррі-Хаус на Парк-Лейн в Лондоні (потім цей будинок став готелем), маєток Плас-Мечінлет в Уельсі.          

## Маркізи Деррі (1816)
- Роберт Стюарт (1739 – 1821) – І маркіз Деррі
- Роберт Стюарт (1769 – 1822) – II маркіз Деррі
- Чарльз Вільям Стюарт (1778 – 1854) – III маркіз Деррі
- Фредерік Вільям Роберт Стюарт (1805 – 1872) – IV маркіз Деррі
- Джордж Генрі Роберт Чарльз Вільям Вейн-Темпест (1821 – 1884) – V маркіз Деррі
- Чарльз Стюарт Вейн-Темпест-Стюарт (1852 – 1915) – VI маркіз Деррі
- Чарльз Стюарт Генрі Вейн-Темпест-Стюарт (1878 – 1949) – VII маркіз Деррі
- Едвард Чарльз Стюарт Робін Вейн-Темпест-Стюарт (1902 – 1955) – VIII маркіз Деррі
- Олександр Чарльз Роберт «Алістер» Вейн-Темпест-Стюарт (1937 – 2012) – IX маркіз Деррі
- Фредерік Обрі Вейн-Темпест-Стюарт (нар. 1972) – X маркіз Деррі

Передбачуваним спадкоємцем титулу є брат нинішнього власника титулу лорд Реджинальд Олександр Вейн-Темпест-Стюарт (1977 р. н.). Імовірним спадкоємцем спадкоємця титулу є його син Робін Габріель Вейн-Темпест-Стюарт (нар. 2004).